# Cleistes divaricata
Cleistes divaricata é uma espécie de orquídea terrestre de folhas alternadas e flores grandes que abrem em sucessão, com raízes tuberosas delicadas, habitante de Nova Jersey à Florida, nos Estados Unidos da América.